# Varshets Saddle
Der Varshets Saddle (englisch; bulgarisch седловина Вършец sedlowina Warschez) ist ein 1430 m hoher Bergsattel auf Smith Island im Archipel der Südlichen Shetlandinseln. In der Imeon Range liegt er zwischen dem Antim Peak im Südsüdwesten und dem Slatina Peak im Nordosten. Er stellt die Wasserscheide zwischen dem Tschuprene-Gletscher und dem Kriwodol-Gletscher dar.
Bulgarische Wissenschaftler kartierten ihn 2008. Die bulgarische Kommission für Antarktische Geographische Namen benannte ihn im selben Jahr nach der Stadt Waschez im Nordwesten Bulgariens.